# Премия Президента Российской Федерации в области образования
Премия Президента Российской Федерации в области образования — награда, которая вручалась с 1996 по 2005 гг. от имени Президента России. 
Премия учреждена Указом Президента Российской Федерации от 30 ноября 1995 года № 1200 «Об учреждении премий Президента Российской Федерации в области образования» и присуждалась за внедрение инновационных разработок в сфере образования, за создание эффективных технологий обучения. Ежегодно присуждалось 15 премий. Коллективы, представляемые на соискание премии, состояли из авторов, чей творческий вклад был решающим, и не превышали 10 человек. Лицам,  удостоенным  премии,  в  торжественной обстановке
вручались диплом и нагрудный почётный знак лауреата премии.

## История вопроса

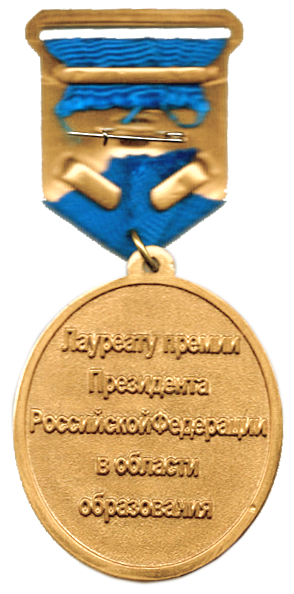
Реверс почётного знака Лауреата премии

Положение о премии утверждено Указом Президента Российской Федерации от 18 марта 1996 года № 388 «Об утверждении Положения о премиях Президента Российской Федерации в области образования и Порядка представления работ на соискание премий Президента Российской Федерации в области образования», который был объявлен Приказом Государственного комитета Российской федерации по высшему образованию от 15 мая 1996 года № 884.
3 февраля 1997 года Постановлением Правительства Российской Федерации утвердили «Положение о конкурсе работ, представленных на соискание премий Президента Российской Федерации и премий Правительства Российской Федерации в области образования», которое было разработано Советом по присуждению премий Президента Российской Федерации и премий Правительства Российской Федерации в области образования для ежегодного премирования.
24 марта 1998 года Советом по присуждению премий Президента Российской Федерации и премий Правительства Российской Федерации было утверждено новое «Положение о конкурсе работ, представляемых на соискание премий Президента Российской Федерации и премий Правительства Российской Федерации в области образования» и письмом Министерства образования РФ от 18 января 2000 года №18-19ин/18-21 разослано:
- в органы управления образованием РФ,
- Высшим учебным заведениям,
- Учебным заведениям среднего и профессионального образования,
- Институтам повышения квалификации работников образования.

Учитывая значимость вопросов образования, Президентом Российской Федерации были учреждены две отдельные премии: премия работникам образования — лауреатам конкурса «Учитель года» (1994 год) и премия Президента Российской Федерации в области образования (1995 год). 
Эти президентские награды фактически были заменены в 2004 году премией Правительства Российской Федерации в области образования — 21 июня 2004 года вышел Указ № 785 Президента РФ «О совершенствовании системы государственного премирования за достижения в области науки и техники, образования и культуры», где в п. 4 даётся поручение Правительству Российской Федерации рассмотреть вопрос о совершенствовании системы премирования, в том числе в образовании и культуры.

## О награждённых

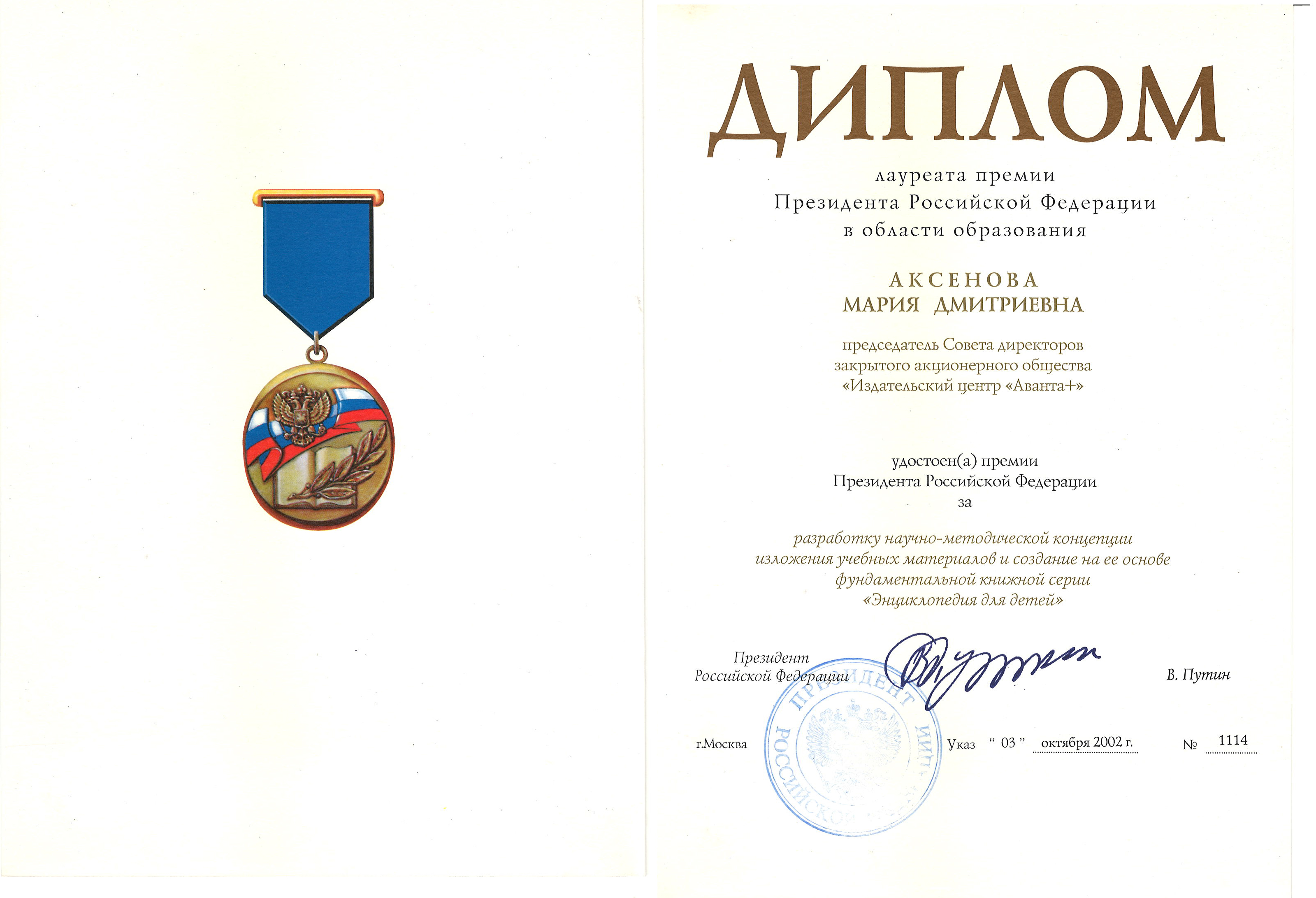
Диплом Лауреата премии Президента Российской Федерации в области образования Марии Дмитриевны Аксеновой

За время существования премии прошло 8 награждений, награды получили 697 человек.
Дважды был награждён только один лауреат, Васильев Владимир Николаевич, ректор и профессор Санкт-Петербургского государственного института точной механики и оптики (технического университета).
Большинство награжденных — сотрудники высших учебных заведений, научно-исследовательских учреждений, академических институтов.
Кроме коллективов вузов и исследовательских институтов, премии удостоены коллективы нескольких общеобразовательных учреждений, а также просветительских издательств, например, «Дрофа» (за создание учебно-методического комплекта пособий по биологии для 5-11 классов общеобразовательных учреждений), «Просвещение» (за научно-практическую разработку пособия «Ассоциативные принципы и механизмы совместной научно-образовательной деятельности вузов и их реализация в системе открытого и дистанционного образования» для учебных заведений высшего профессионального образования) и «Аванта+» (за разработку научно-методической концепции изложения учебных материалов и создание на её основе фундаментальной книжной серии «Энциклопедия для детей»).

## Данные о награждениях по годам

### 1996
- Указ Президента Российской Федерации от 4 сентября 1997 года № 986 «О присуждении премий в области образования за 1996 год»[11][12][13] — 36 человек.

### 1997
- Указ Президента Российской Федерации от 06.10.1998 г. № 1200 «О присуждении премий Президента Российской Федерации в области образования за 1997 год»[14] — 55 награждённых.

### 1998
- Указ Президента Российской Федерации от 04.10.1999 г. № 1334 «О присуждении премий Президента Российской Федерации в области образования за 1998 год»[15] — 100 награждённых.

### 1999
- Указ Президента Российской Федерации от 30.09.2000 г. № 1718 «О присуждении премий Президента Российской Федерации в области образования за 1999 год»[16] — 95 награждённых.

### 2000
- Указ Президента Российской Федерации от 30.11.2001 г. № 1374 «О присуждении премий Президента Российской Федерации в области образования за 2000 год»[9][17] — 111 награждённых.

### 2001
- Указ Президента РФ от 3 октября 2002 года № 1114 «О присуждении премий Президента Российской Федерации в области образования за 2001 год»[10][18] — 99 награждённых.

### 2002
- Указ Президента Российской Федерации от 05.10.2003 г. № 1178 «О присуждении премий Президента Российской Федерации в области образования за 2002 год»[19] — 87 награждённых.

### 2003
- Указ Президента Российской Федерации от 25 января 2005 года № 79 «О присуждении премий Президента Российской Федерации в области образования за 2003 год»[20][21] — 115 награждённых.